# Тігст Ассефа
Тігст Ассефа Тессема (англ. Tigst Assefa Tessema, амх. ትእግስት አሰፋ; нар. 3 грудня 1996) — ефіопська бігунка, яка спеціалізується у бігу на довгі дистанції та марафонському бігу.

## Спортивні досягнення
Дворазова переможниця Берлінського марафону (2022, 2023).
переможниця Лондонського марафону (2025).
Рекордсменка світу з марафонського бігу в суто жіночих забігах (2:15.50, 2025). Ексрекордсменка світу з марафонського бігу в змішаних забігах (2:11.53, 2023).
Учасниця олімпійських змагань з бігу на 800 метрів, де не пройшла далі попереднього забігу (2016).
Посіла 4-е місце з бігу на 800 метрів на Континентальному кубку ІААФ (2014).
Фіналістка чемпіонатів Африки з бігу на 800 метрів (4-е місце у 2014) та в естафетному бігу 4×400 метрів (7-е місце у 2012).

## Визнання
- Легкоатлетка року в світі (у бігових позастадіонних дисциплінах) (2023)[6]